# Jean Le Moyne (maître écrivain)
 (signalé en juillet 2025).
Si vous disposez d'ouvrages ou d'articles de référence ou si vous connaissez des sites web de qualité traitant du thème abordé ici, merci de compléter l'article en donnant les références utiles à sa vérifiabilité et en les liant à la section « Notes et références ».
- Archive Wikiwix
- Bing
- Cairn
- DuckDuckGo
- E. Universalis
- Gallica
- Google
- G. Books
- G. News
- G. Scholar
- Persée
- Qwant
- (zh) Baidu
- (ru) Yandex
- (wd) trouver des œuvres sur Wikidata

Pour les articles homonymes, voir Le Moyne et Jean Le Moyne (homonymie).
Jean Le Moyne est un maître écrivain français, actif à Paris au milieu du XVIe siècle, et écrivain en l'Université de Paris.

## Œuvres
- L'Instruction de bien et parfaictement escrire, tailler la plume et autres secrets pour se gouverner en l'art d'escriture : avec quatrains moraux... ensemble la description des premiers inventeurs de l'alphabet et caractères des lettres : nouvellement reveu, corrigé et augmenté depuis la dernière impression... avec la copie de plusieurs lettres missives adressées au roy Françoys premier de ce nom... à la royne Eleonor et à autres personnes pour apprendre l'usage de bien coucher par escrit. Paris : pour Barbe Regnaut [entre 1557 et 1563]. 16°, [80] f. Paris BNF : RES P-V-803.